# Jofa

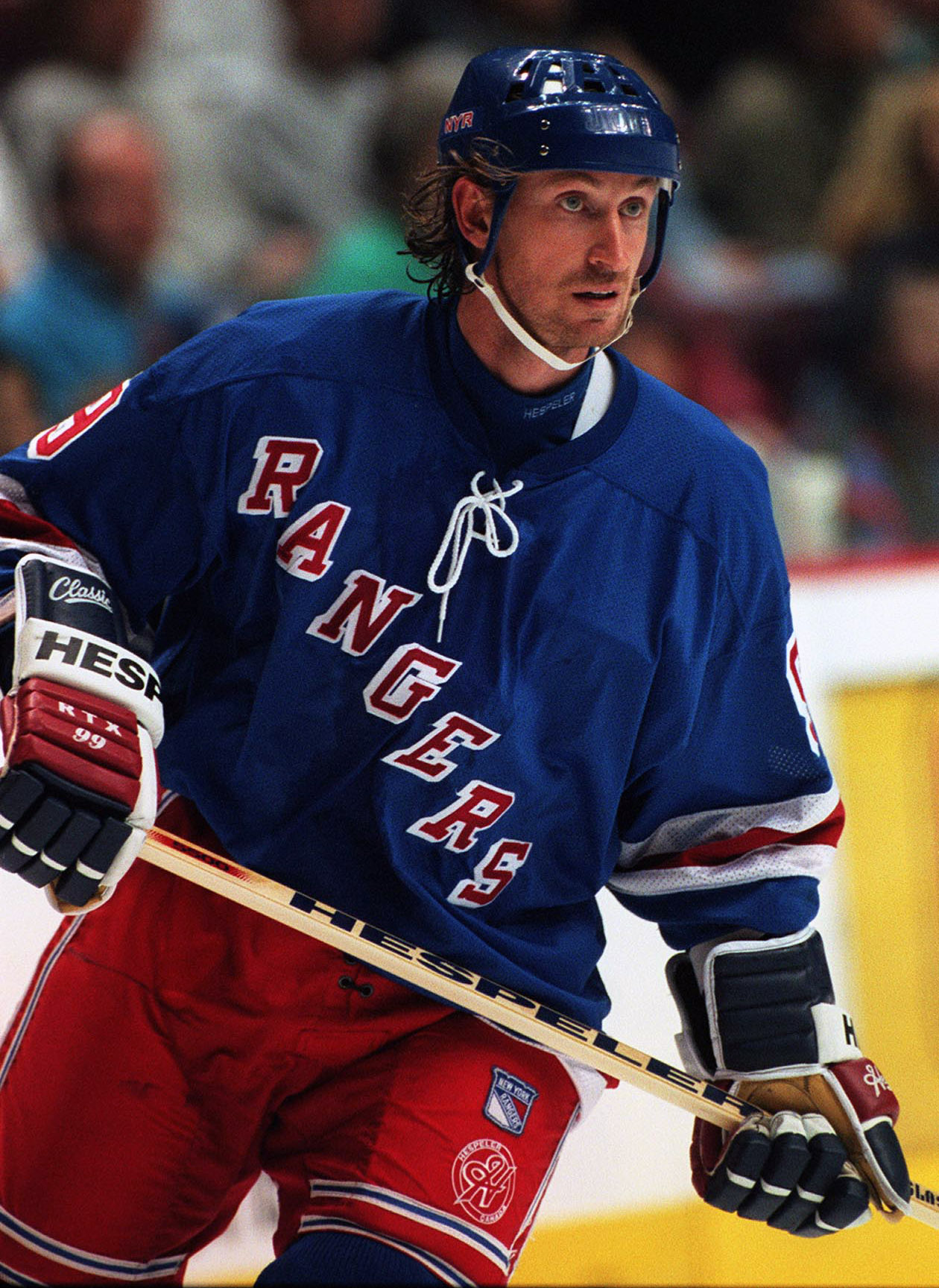
Wayne Gretzky med en Jofa 235 på huvudet

Jofa, JOFA (en förkortning för Jonssons fabriker) var en tillverkare av utrustning för ishockey, bandy, ridning med mera, baserad i Malung.

## Historik
Niss Oskar Jonsson grundade Jofa 1926. Då han var minderårig måste han 1926 bilda firman i faderns namn. Jofa var sprunget ur Malungs kluster av skinnindustrier. Det var av spillmaterial från skinnindustrin som Niss-Oskar tog fram sin första produkt – skridskoremmar. Det var också i ett tidigare garveri som den första fabriken startades. Jonsson började sedan tillverka bindningar, handskar och skidstavar. Tidiga framgångar kom när de stora varuhusen i Stockholm – PUB, Idrottsmagasinet och Åhlén & Holm – lade in beställningar hos Jonsson. År 1935 antog företaget namnet JOFA (för JOnssons FAbriker). Genom kompanjonskap med skidfabrikanten Mikael Larsson i Hudiksvall, startade Jofa en skidfabrik i Tallåsen, av överskottsvirket tillverkades möbler, som under 1940-talet kom att bli huvudprodukten vid fabriken.
Från början hade han endast två anställda, men ganska snart började han anställa sina klasskamrater. Vindsutrymmet där verksamheten tidigare bedrivits blev snart för litet, och han lyckades övertala sina föräldrar att sälja gårdens kor, och inredde ladugården till verkstad. 1929 hade han 31 anställda, därtill en mängd legoarbetare runt om i byarna omkring. 1933 köpte han in Emilshus, ett garveri i Hole, och under åren framöver byggdes fabriken ut. Tomten var trång, och den ursprungliga byggnaden kom därför att byggas på på höjden. Fabriken var den första i Malung där det installerades hiss.
Antalet arbetare fortsatte att öka, 1935 hade man 107 anställda, 1938 137 anställda och 1941 400 anställda. Samtidigt öppnades allt fler filialer för tillverkning. 1946 öppnade man verkstäder på Sollerön och i Ambjörby i norra Värmland och 1947 en verkstad i Dala-Järna. 1949 öppnades en verkstad för tillverkning av skinnartiklar i Vansbro. Under andra världskriget växte företaget genom stora beställningar från Krigsmakten avseende tält och uniformer. 1960 blev Niss Oskar riddare av Vasaorden, första klass.

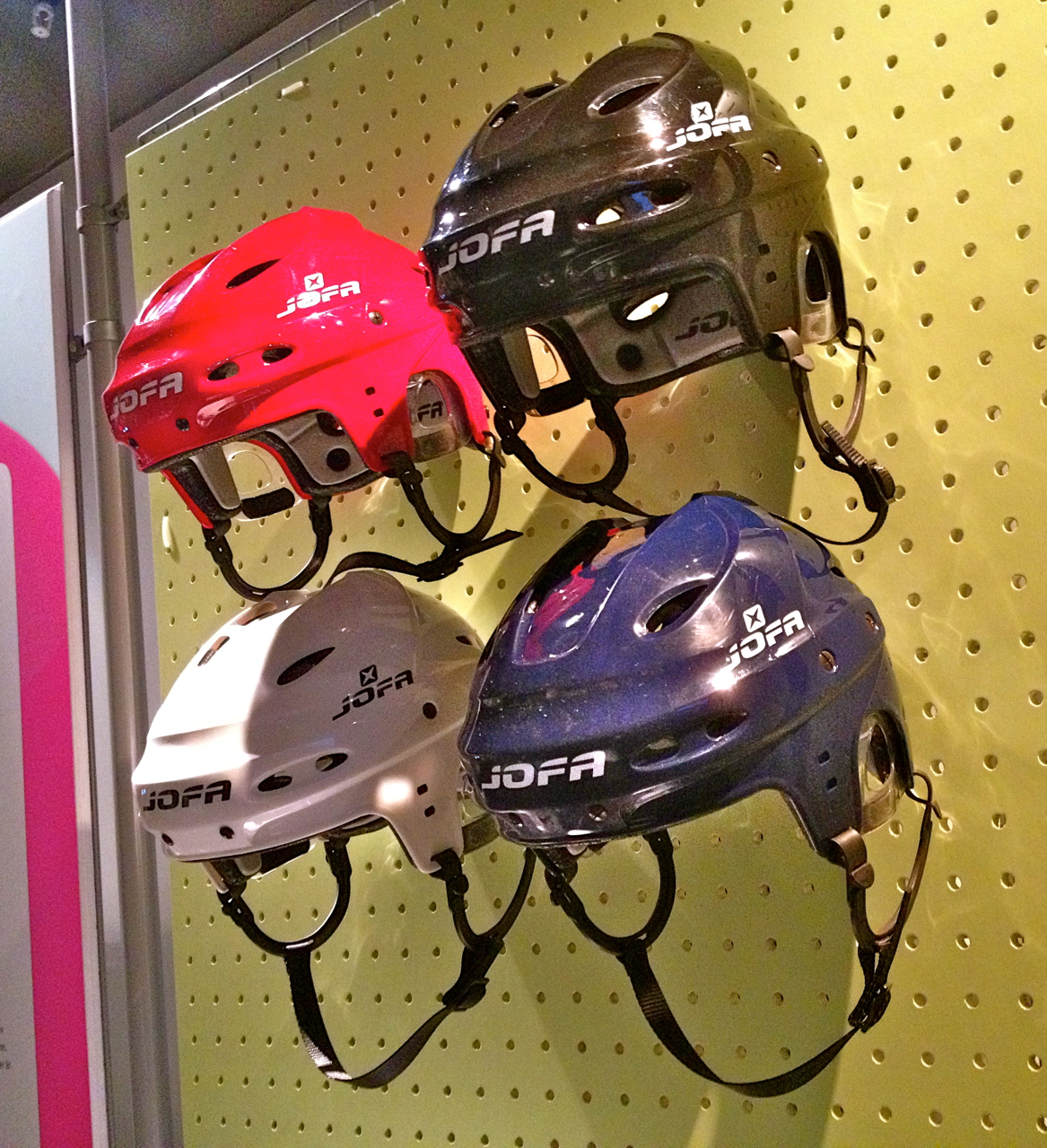
Ishockeyhjälmar från Jofa.

1961 fick Jofa världspatent på VM-hjälmen. Nils "Dubbel-Nisse" Nilsson blev ett stort affischnamn för bolaget. Nilsson arbetade vid sidan av hockeyn som produktutvecklare på Jofa. 1963 tog man upp tillverkning av ishockeyhjälmar där företaget var ett av de världsledande under många år. Man breddade senare sortimentet till kroppsskydd, skridskor och klubbor.
1973 såldes företaget till AB Volvo och senare var Karhu ägare. Jofa ingår sedan 2004 i Reebok som i sin tur sedan 2006 är en del av Adidas. Produktionen av hjälmar sker idag i Kina och kvar i Malung finns bara ett lager.
Genom åren har spelare såsom Lennart Svedberg, Börje Salming, Peter Forsberg, Igor Larionov, Václav Nedomanský, Jaromír Jágr, Mario Lemieux och Wayne Gretzky spelat i hjälmar tillverkade av Jofa. Den sista NHL-spelaren som använde en Jofa-hjälm var Teemu Selänne 2014.